# Arkaitz Ruiz
Arkaitz Ruiz de Miguel (Burlada, Navarra, 18 de julio de 1989) es un exfutbolista español que jugaba en la demarcación de delantero.

## Trayectoria
Arkaitz llegó a la cantera del Athletic Club en 2008, procedente del juvenil del CA Osasuna, para militar en su segundo filial, el Club Deportivo Basconia. Un año más tarde promocionó al Bilbao Athletic, en el que militó una campaña. Continuó su carrera en las filas del Poli Ejido y el Sporting Mahonés. En enero de 2012 llegó al Burgos Club de Fútbol, donde militó hasta el término de la temporada 2013-14 y fue clave en el ascenso a Segunda B en 2013, con once goles.
En la campaña 2014-15 jugó en el Zamora Club de Fútbol, donde lograría trece tantos. En los dos años siguientes pasó por las filas del CD Tudelano y la Unión Deportiva Somozas, que le permitió superar los 200 partidos en Segunda División B.
En verano de 2017 decidió emprender una nueva etapa en su carrera al firmar por el Dreams FC de la Liga Premier de Hong Kong. En el cuadro asiático pasó una temporada, en la que logró dos goles en quince encuentros.
Tras varios años inactivo en la temporada 2022-2023 ficha por la Peña sport de la tercera división Navarra.

## Clubes
| Club             | País      | Año         |
| ---------------- | --------- | ----------- |
| CD Basconia      | España    | 2008 - 2009 |
| Bilbao Athletic  | España    | 2009 - 2010 |
| Poli Ejido       | España    | 2010 - 2011 |
| Sporting Mahonés | España    | 2011        |
| Burgos CF        | España    | 2012 - 2014 |
| Zamora CF        | España    | 2014 - 2015 |
| CD Tudelano      | España    | 2015 - 2016 |
| UD Somozas       | España    | 2016 - 2017 |
| Dreams FC        | Hong Kong | 2017 - 2018 |